# Electone

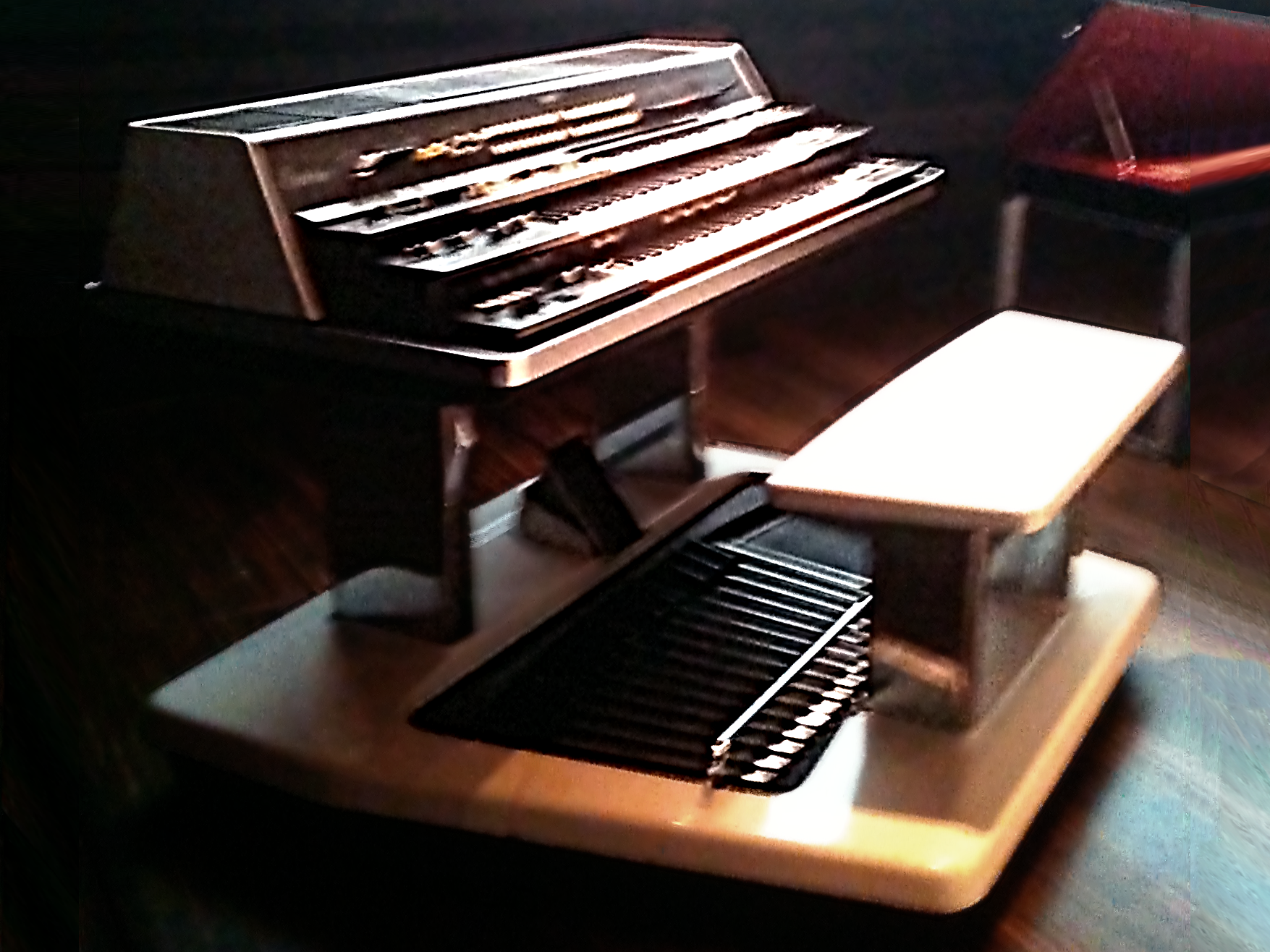
Yamaha Electone GX-1 (1975)

Electone (jap. エレクトーン) ist die Markenbezeichnung einer elektronischen Orgel des japanischen Musikinstrumentenherstellers Yamaha. Diese besitzt zwei Tastenreihen, über denen Funktionsknöpfe angebracht sind, sowie eine Pedalreihe. Außerdem gibt es zwei „Ausdruckspedale“ (エクスプレッションペダル), die unter anderem Lautstärke und Intervall anpassen. Die Tonausgabe erfolgt über einen elektrischen Ausgang.

## Geschichte

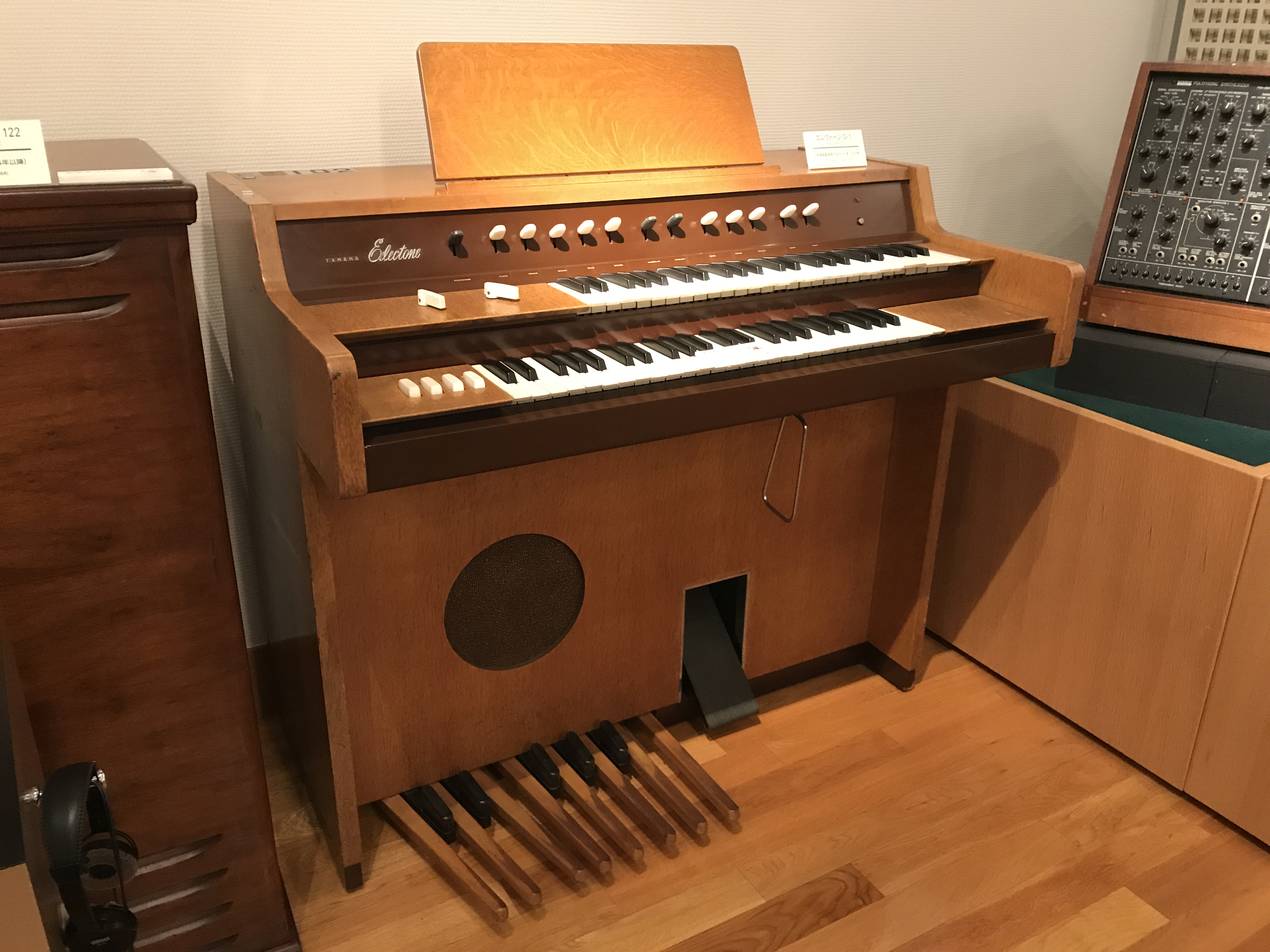
Yamaha Electone D-1 (1959)

Das japanische Unternehmen Nippon Gakki fertigte seit 1887 Orgeln. Es besaß aber keine Erfahrung mit der Tonerzeugung durch Transistoren, die in den 1930er Jahren in den USA durch elektro-mechanische Orgeln wie die Hammondorgel in Gebrauch gekommen war. 1952 entsandte daher Genichi Kawakami (川上源一), damals Leiter des 1987 in Yamaha umbenannten Konzerns, Ingenieure in die USA, um sich mit Transistortechnik vertraut zu machen.
Das erste Resultat dieser Bemühungen kam 1959 als D1 auf den Markt und kostete etwa 3400 US $. Die Produktpalette reicht 2018 vom günstigsten Modell ELB-02 bis zum Topmodell ELS-02X.
1975 Entstand die GX-1 als Entwicklungsbasis für weitere Synthesizer und Orgeln.
Während frühere Modelle als Gesamtsysteme mit unterschiedlichen Funktionen ausgeliefert wurden, kam es später zur Modularisierung sowohl der Hardware als auch der Software, um die Kosten des Umstiegs auf funktionsreichere Modelle zu reduzieren.